# Pfarrkirche Sulzberg-Thal

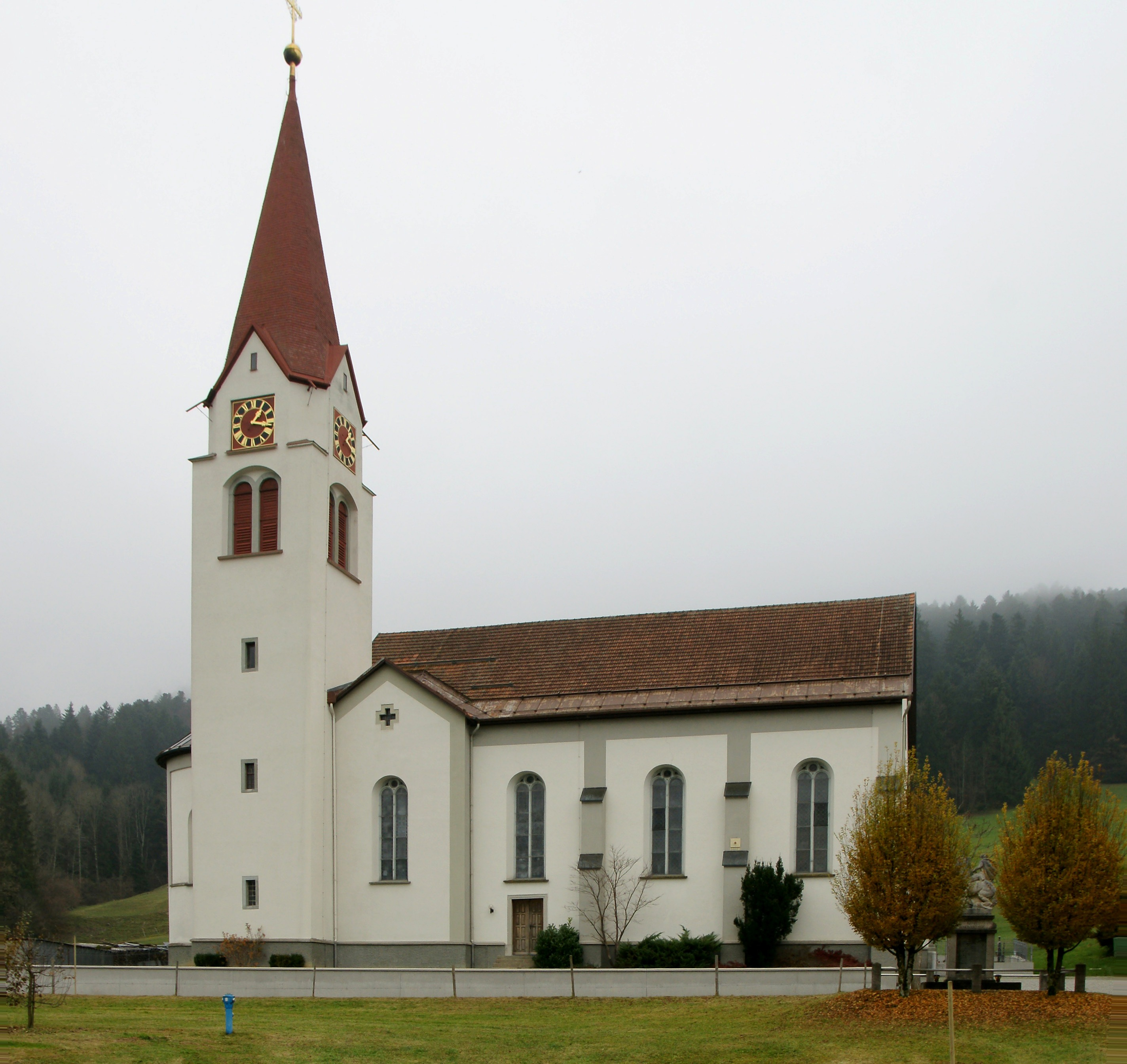
Pfarrkirche Sulzberg-Thal

Die römisch-katholische Pfarrkirche Sulzberg-Thal steht in der Ortschaft Thal in der Bregenzerwälder Gemeinde Sulzberg im Bezirk Bregenz in Vorarlberg. Die Kirche ist dem heiligen Franz Xaver geweiht und gehört zum Dekanat Vorderwald-Kleinwalsertal in der Diözese Feldkirch. Die Kirche steht unter Denkmalschutz.

## Lagebeschreibung
Die Kirche steht nördlich der Hauptstraße, etwas erhöht auf einem Berghang.

## Geschichte
1875 wurde die Pfarre Thal errichtet und im Zuge dessen die heutige Pfarrkirche in den Jahren 1875 bis 1878 nach Plänen von Johann Mayer durch Gebhard Ehrlacher neu errichtet. Im Zuge einer Innenrestaurierung 1922 wurde die Kirche innen durch Anton Marte dekorativ ausgemalt.

## Architektur
Äußeres
Die Kirche hat eine einfach verputzte Fassade mit Strebepfeilern. Der viergeschoßige Kirchturm trägt einen Spitzhelm und steht im südlichen Chorwinkel.
Inneres
Über dem Kirchenschiff sind Segmentbogentonnen mit Stichkappen, die durch Gurtbögen verbunden sind, die auf Pilastern lagern. Das östlichste der vier Joche ist um eine Mauerbreite querschiffartig erweitert. Im Westen ist eine hölzerne Orgel, darunter das Hauptportal. In den Längswänden ist jeweils ein einfaches Seitenportal. Ein halbkreisförmig geschlossener Triumphbogen trennt den eingezogenen und gewölbten Chor vom Langhaus. Der Chor, bestehend aus Vorjoch und Halbrundapsis, ist gegenüber dem Kirchenschiff um fünf Stufen erhöht. Sowohl im Langhaus, als auch Chor sind die Kirchenfenster zweigeteilt und rundbogig geschlossen. Die ornamentale Malereien stammen von Anton Marte aus dem Jahr 1922.
Die Glasmalereien an den Fenstern sind zum Teil ornamental, als auch figural. Die 1877 geschaffenen Gläser sind zum Teil ornamental und zum Teil figural. Figural dargestellt sind der heilige Johannes, das Herz Jesu, der heilige Gottlieb und der heilige Martin.

## Ausstattung
Die Altäre entstanden um 1878 nach Plänen von Joseph Stadelmann. Der Hochaltar ist ein dreiteiliger Aufbau aus Giebelnischen mit einer kuppelartigen Bekrönung und Fialen. Das Altarblatt von Melchior Paul von Deschwanden von 1878 zeigt die „Auferstehung Jesu Christi“. Dieses wird durch Figuren der Heiligen Petrus und Paulus flankiert. Auf der Rückseite des Hauptaltares werden diese mit „Röthenlack Kempten“ bezeichnet.
Die Seitenaltäre sind etwas einfacher gestaltet und bestehen aus einem einteiligen Altaraufbau mit einer Giebelnische für die Altarblätter. Das linke Bild zeigt die Szene „Mariä Heimsuchung“ von Melchior Paul Deschwanden aus dem Jahr 1879 und das den heiligen Franz Xaver bei der Taufe, ebenfalls von Deschwanden aus dem Jahr 1879. Die Kanzel ist mit Statuen der vier Evangelisten verziert. Diese stammen aus der Hand von Anton Rüscher aus der Zeit um 1880. Die Beichtstühle stammen, wie auch die Kreuzwegbilder, aus der Bauzeit, die Betbänke wurden in der Zwischenzeit erneuert. 1896 malte Jakob Bertle die Fastenbilder.
Die Orgel von 1885 baute Anton Behmann, 1922 erfolgte ein Umbau.

## Bildergalerie
| - Blick von hinten auf Langschiff und Presbyterium - Blick ins Langschiff - Orgelprospekt - Hochaltar |